# 茹拉夫卡 (戈羅季謝區)
49°16′46″N 31°11′5″E / 49.27944°N 31.18472°E
茹拉夫卡（烏克蘭語：Журавка）是位於烏克蘭中部的村莊，由切爾卡瑟州裡茲韋尼霍羅德卡區的塞利什切市鎮負責管轄。該村始建於十八世紀，面積4平方公里，海拔高度205米，2010年人口650，人口密度每平方公里163.4人。